# Louisville (Alabama)
Louisville – miasto w Stanach Zjednoczonych, w stanie Alabama, w hrabstwie Barbour. Według danych na rok 2020 miejscowość zamieszkiwało 395 osób, a gęstość zaludnienia wyniosła 55,49 os./km².

## Geografia
Louisville ma łączną powierzchnię 7,12 km², z czego 100% stanowi ląd. Miejscowość jest położona 168 m n.p.m.. Najbliższymi miejscowościami są Clio (położone ok. 9 km od Louisville) oraz Blue Springs (położone ok. 24 km od Louisville).

### Klimat
Średnia temperatura wynosi +17 °C. Najcieplejszym miesiącem jest czerwiec (+25 °C), a najzimniejszym miesiącem jest styczeń (+8 °C). Średnie opady wynoszą 1758 mm rocznie. Najbardziej wilgotnym miesiącem jest luty (254 mm opadów), a najbardziej suchym miesiącem jest październik (58 mm opadów).

## Demografia

### Spis powszechny z 2000 roku
W 2000 roku Louisville zamieszkiwało 612 osób, a gęstość zaludnienia wyniosła 86 os./km². Miasto liczyło wówczas 242 gospodarstwa domowe, w których mieszkało 168 rodzin. Średni wiek wszystkich mieszkańców wynosił ok. 39 lat. Większość mieszkańców (52,94%) stanowili biali, natomiast 40,69% mieszkańców stanowili przedstawiciele rasy czarnej. Pozostałe 6,37% mieszkańców stanowili przedstawiciele rdzennej ludności (0,65%) oraz Latynosi (5,72%). Średni roczny dochód gospodarstwa domowego wynosił 20 859 $, a średni dochód rodziny 27 014 $. Średni dochód mężczyzn wyniósł 27 500 $, a kobiet 24 583 $.
| Przedział wiekowy              | 0–17 lat | 18–24 lat | 25–44 lat | 45–64 lat | 65+ lat |
| ------------------------------ | -------- | --------- | --------- | --------- | ------- |
| Liczba osób w danym przedziale | 94       | 42        | 92        | 87        | 80      |
| Wartość w %                    | 23,7%    | 10,6%     | 23,2%     | 22,1%     | 20,4%   |

### Spis powszechny z 2020 roku
Według danych na rok 2020 Louisville liczyło 238 gospodarstw domowych, w których mieszkało 141 rodzin. Większość mieszkańców (48,86%) stanowili biali, natomiast 43,29% mieszkańców stanowili przedstawiciele rasy czarnej. Pozostałe 7,85% mieszkańców stanowili Azjaci (0,25%), Latynosi (5,32%) oraz 2,28% pozostałe rasy człowieka.
| Rok        | 1880 | 1890   | 1900   | 1910   | 1920  | 1930   | 1940   | 1950 | 1960   | 1970   | 1980  | 1990 | 2000   | 2010   | 2020   |
| ---------- | ---- | ------ | ------ | ------ | ----- | ------ | ------ | ---- | ------ | ------ | ----- | ---- | ------ | ------ | ------ |
| Ludność    | 211  | 288    | 416    | 483    | 504   | 587    | 662    | 622  | 890    | 785    | 791   | 728  | 612    | 519    | 395    |
| Zmiana w % |      | +36,5% | +44,4% | +16,1% | +4,3% | +16,5% | +12,8% | –6%  | +43,1% | –11,8% | +0,8% | –8%  | –15,9% | –15,2% | –23,9% |

## Galeria

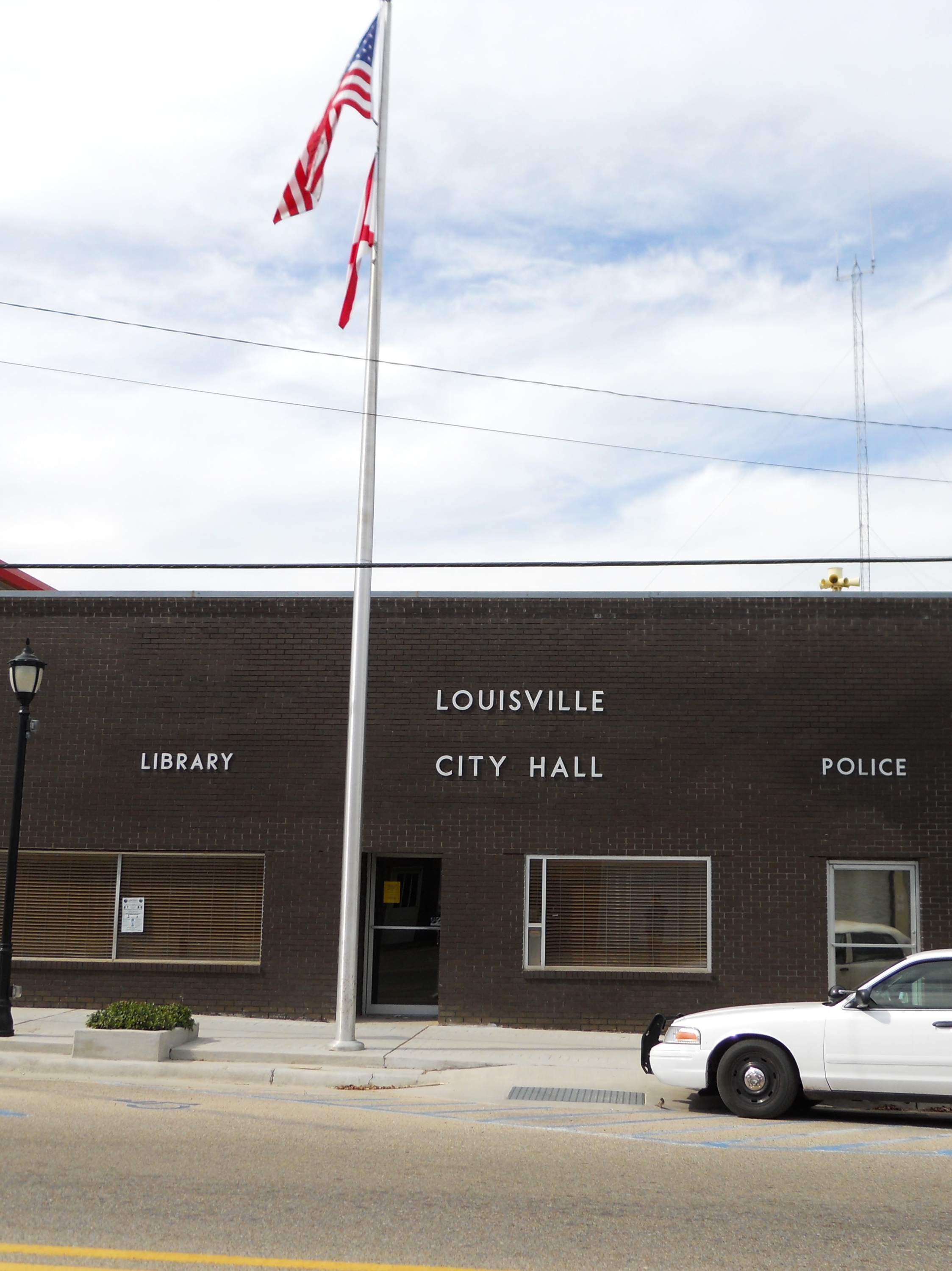
Ratusz w Louisville
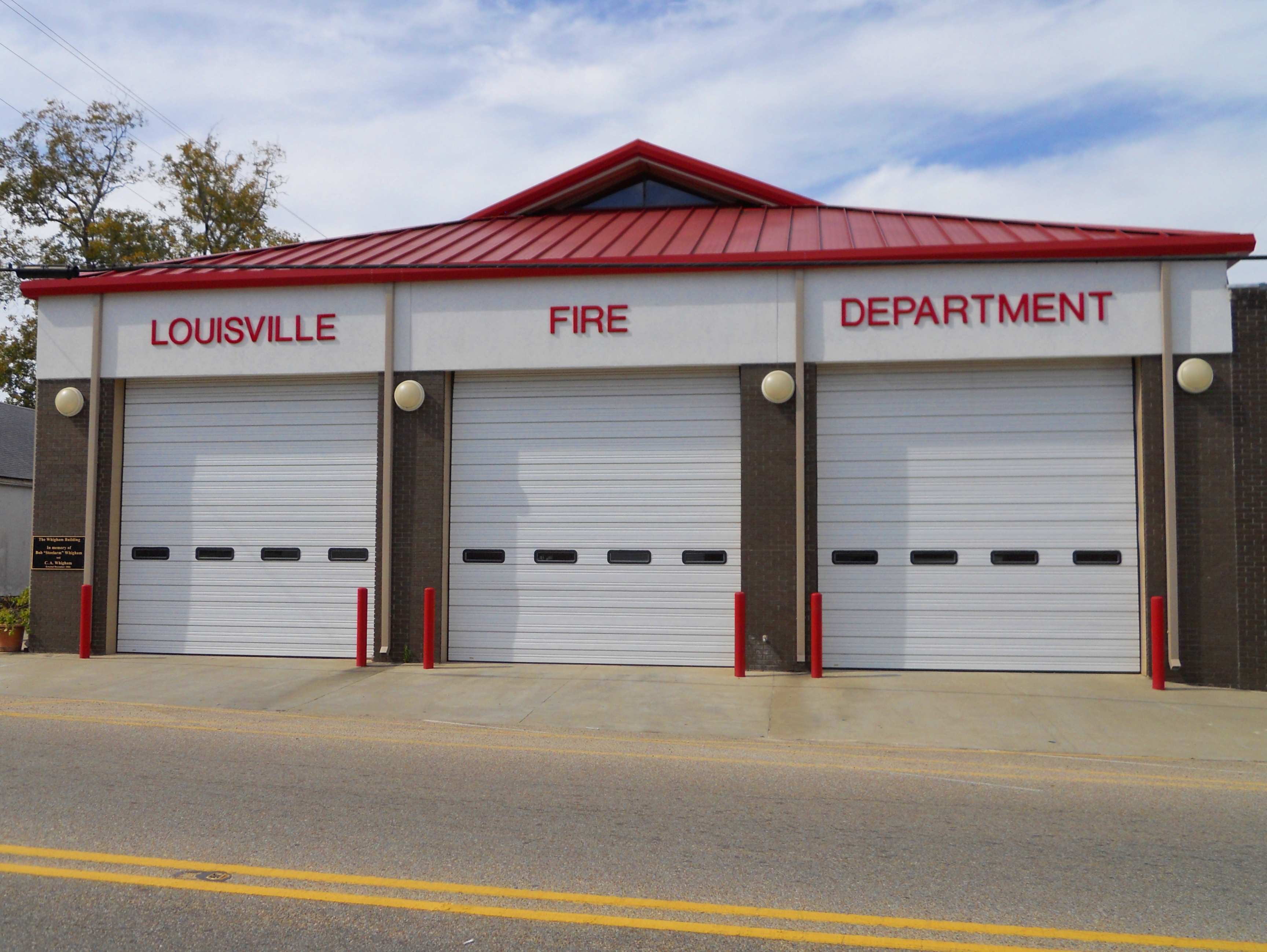
Remiza strażacka Louisville
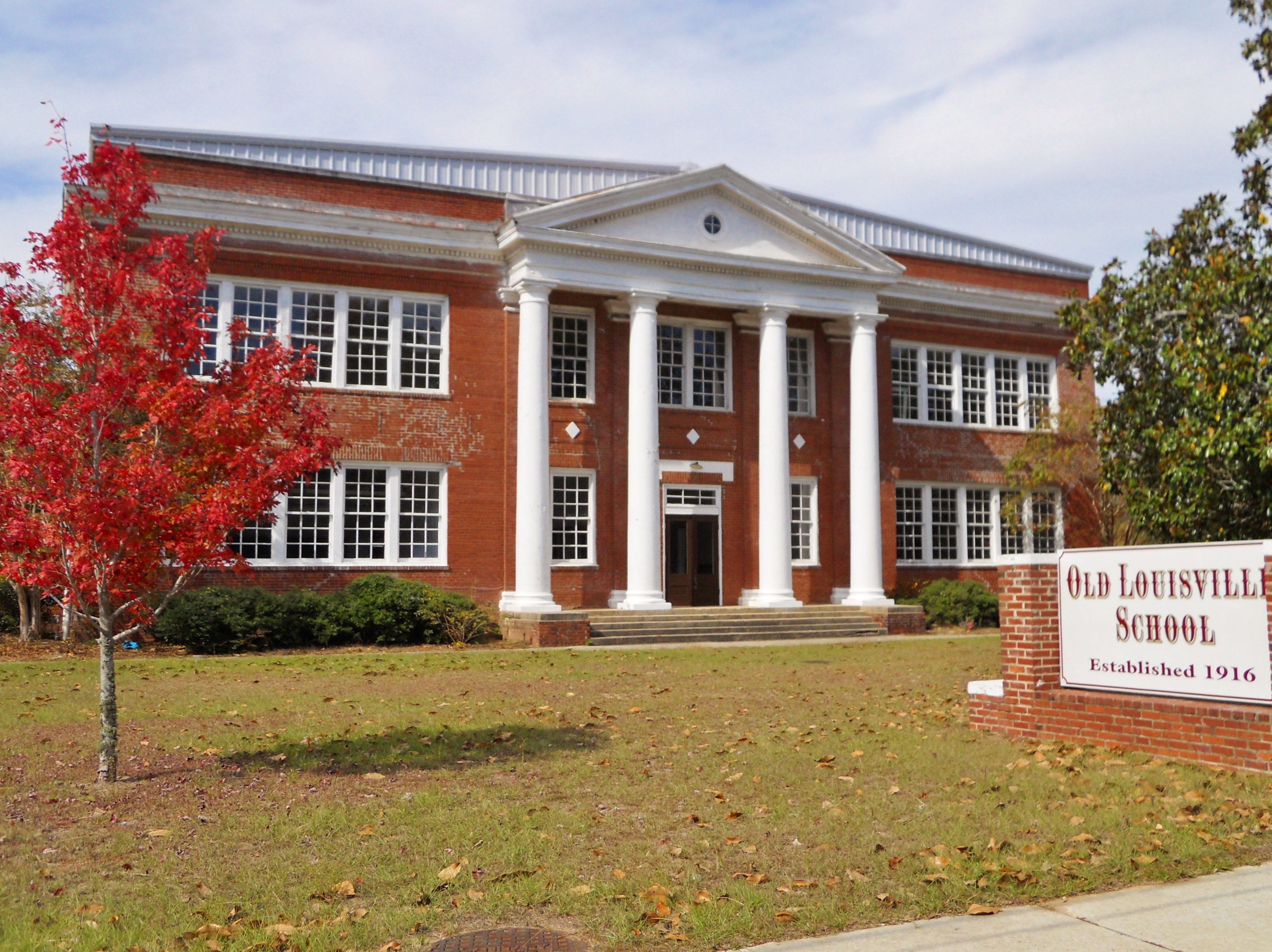
Szkoła w Louisville, założona w 1916 roku
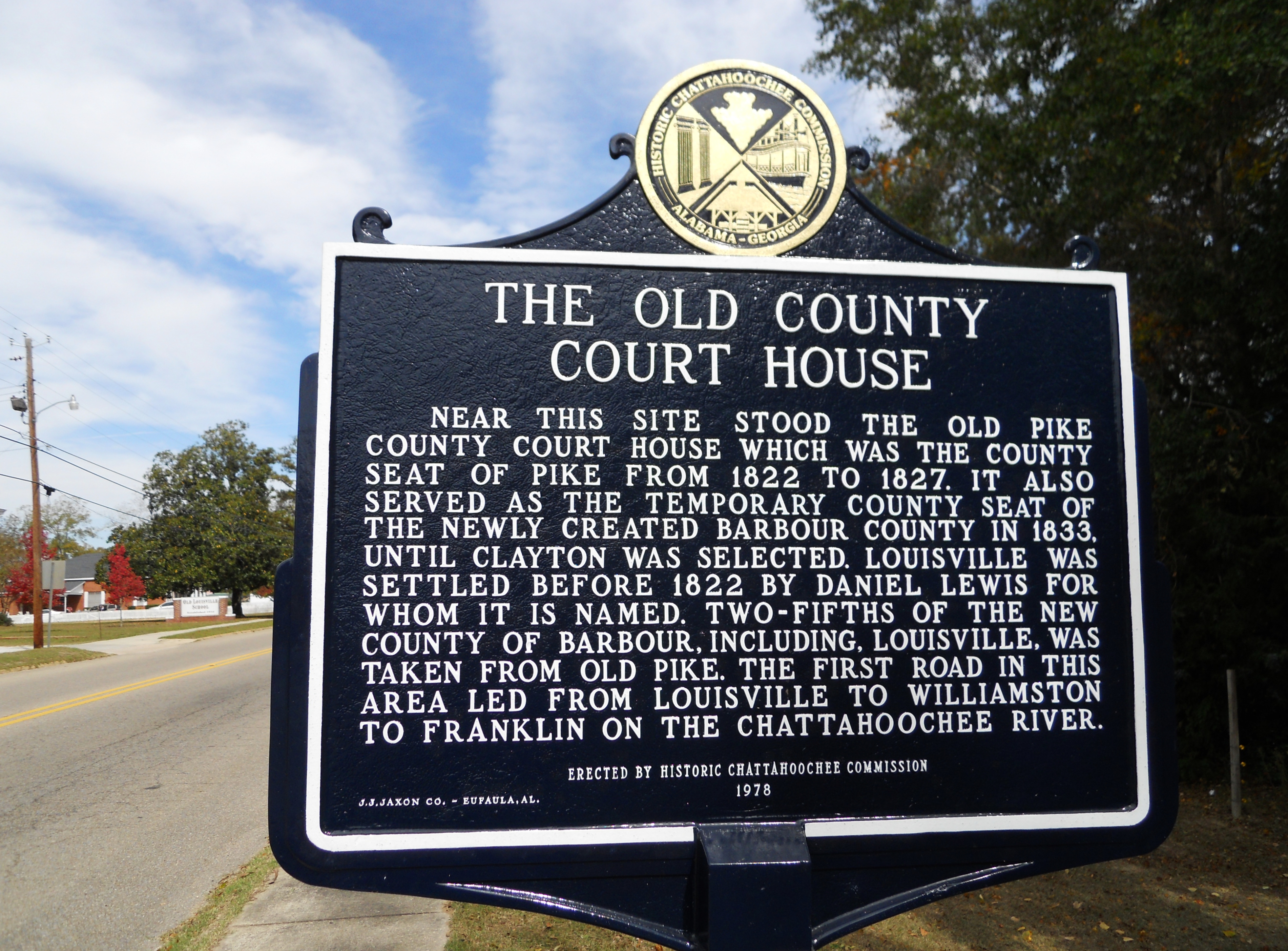
Tablica pamiątkowa w miejscu dawnego sądu w Louisville